# Раковинная куча в Тонсамдон
Раковинная куча в Тонсамдон (кор. 부산 동삼동 패총; Пусан Тонсамдон пхэчхон) — археологический памятник, представляющий собой мусорную кучу на западном берегу квартала Тонсамдон в районе Йондо города-метрополиса Пусан, Республика Корея. Куча была образована артефактами от деятельности людей, которые жили в этом районе в период керамики Чыльмун; была обнаружена в 1929 году Оигавой, затем три раза исследовалась археологами Национального музея Кореи начиная с 1963 года. Является одной из наиболее старых мусорных куч, обнаруженных на юге Кореи.
Наличие в ней глиняной посуды Юнгмун с рельефным декором показывает, что это место было заселено к 8000-7000 годам до н. э., но многочисленные датирования с помощью радиоуглеродного метода указывают, что место было также населено в намного более поздние периоды, в средний Чыльмун (3500 лет до н. э.) и поздний Чыльмун (2000 лет до н. э.).
Каких-либо жилищ здесь обнаружено не было, но данная куча представляет интерес по причине большого количества биологических артефактов. Помимо раковин моллюсков, живущих как в мелководье, так и в глубоких водах, были найдены также кости китов и тюленей. Поскольку данные виды обитают в глубоких водах, считается, что местные жители были искусными ныряльщиками. Иглы и шила могли использоваться для изготовления одежд из, вероятно, тюленьей кожи. Множество костей имеют надрезы.
Были также обнаружены многочисленные артефакты, в том числе костяные и каменные орудия, а также глиняная посуда трёх различных типов (с декором рельефа, с гребнями (Чыльмун) и без украшений (Мумун)). Эти артефакты способствовали изменению оценки степени влияния сибирских культур на Корею и обмена с островом Кюсю в Японии, что доказывает наличие фрагментов глиняной посуды периода Дзёмон и обсидиана. С другой стороны, керамика культуры Собата в Кюсю могла происходить из этого места.
С 24 апреля 2002 года результаты раскопок выставлены в музее, посвящённом этому археологическому памятнику.